# Старушка и Пёс
«Старушка и Пёс» — книга-фотоальбом для детей в стихах. Выпущена к 96-летию автора фотоиллюстраций — кинооператора и фотохудожника Георгия Алексеевича Куприянова.

## История издания
В 1991 году фотохудожник Георгий Алексеевич Куприянов создал собственными руками миниатюрный мир для героев фотоиллюстраций. Прототипом интерьера квартиры Старушки послужила квартира Георгия Алексеевича на Пятницкой улице, в которой он провёл детство. Для съёмок кинооператор разработал и соорудил осветительные приборы из консервных банок и небольших лампочек, чтобы масштаб осветительного оборудования соответствовал масштабу снимаемых объектов, но при этом обладал возможностями профессионального оборудования реального размера. Композиция снимков включает множество подробных деталей интерьера, которые присущи представителем интеллигенции первой половины XX века: голландская печь, окно с лепниной, деревянные настенные часы, комод, книги, льняная скатерть, сервиз, кофейник, чайная пара, прикроватная лампа со статуэткой, семейные фотографии в рамках на стене, двойные двери с широкими простенками, резной буфет. В создании миниатюрной мебели и художественных фонов для съёмки принимали участие дочери кинооператора: Елена Куприянова занималась росписью посуды, Наталья Куприянова рисовала пейзажи заснеженных улиц.
В этом же году данные фотографии впервые были использованы для иллюстрирования книги «Пудель» (издательство «Планета»).
В 1993 году издана книга под названием «Фунтик» с текстом в прозе, который написала Елена Журавлёва. Данное издание не получило предварительного одобрения автора фотоиллюстраций, в связи с чем состоялся судебный процесс по выяснению авторских прав, который Георгий Алексеевич выиграл.
В 2019 году Георгий Алексеевич Куприянов утверждает переиздание своих фотоиллюстраций в формате книги-фотоальбома для детей, стихи для которого пишет режиссёр и поэт Анастасия Лаврова.
В 2020 году был запущен социальный некоммерческий проект по изданию книги посредством краудфандинговой платформы, основной целью которого является связь поколений и сохранение культурного наследия детской литературы. Помимо ранее публикованных фотоиллюстраций в книгу вошли фотоиллюстрации из личного архива Георгия Алексеевича Куприянова, которые не были использованы в издании 1991 года. В отличие от первого издания, новая печать снимков выполнена в увеличенном формате на плотной бумаге в твёрдом переплёте с золотым тиснением и суперобложкой.
Проект поддержали: иллюзионист Сергей Сафронов, музыкант и лидер группы «Сурганова и Оркестр» Светлана Сурганова, режиссёр Ирина Миронова, актриса Яна Крайнова и писатель Ланна Камилина.
В 2021 году проект был успешно завершён. 50 экземпляров направлены в детские дома, дома престарелых и городские детские библиотеки.

## Роль в истории культурного наследия
Книга вышла ограниченным тиражом в 500 экземпляров не для свободной продажи. Представляет собой эстетическую и художественную ценность, запечатлев в искусстве миниатюры и фотографии облик уклада жизни русской интеллигенции первой половины и середины XX века.

## Сюжет
Сюжет книги разделён на четыре части по временам года: Лето, Осень, Зима, Весна. События начинают разворачиваться с праздника Пасхи, в день которого сосед Старушки приносит бездомного щенка. С этого момента берёт своё начало бесконечная вереница трогательных и смешных приключений героев. В тексте особое внимание уделено деталям уклада жизни первой половины XX века, традициям и отношениям Старушки с внесценическими персонажами. В сюжете фигурирует два города: Москва и Петербург. Зимняя часть сюжета строится от праздника Рождества.

## Персонажи
- Старушка
- Пёс
- Кот
- Врачи
- Курица

## Внесценические персонажи
- Сосед
- Соседский бульдог
- Внученька
- Внук
- Крестница дочки
- Младшие кузины